# フランク・ユーリッチ
フランク・ユーリッチ（クロアチア語: Frank Jurić、1973年10月28日 - ）は、オーストラリアとクロアチアの元サッカー選手、現サッカー指導者。元オーストラリア代表。選手時代のポジションはGK。

## クラブ歴
メルボルン・ナイツFCで選手となった。コリングウッド・ウォリアーズSCに移籍したが財政的問題で1シーズンで解散した。
その後はヨーロッパでのプレーを模索したものの、コリングウッド・ウォリアーズ側が移籍金を要求していたために難航、最終的にフォルトゥナ・デュッセルドルフが3万ドルを支払う事で解決した。初年度はツヴァイテリーガで中位につけたが、翌年にレギオナルリーガ降格となった。
しかし彼自身は逆にブンデスリーガのバイエル・レバークーゼンに昇格した。アダム・マティセク、ハンス＝イェルク・ブットとのポジション争いを繰り広げながらブンデスリーガで11試合に出場、さらに決勝にまで進出したUEFAチャンピオンズリーグ 2001-02でも2試合に出場した。
2004年6月に同じくブンデスリーガのハノーファー96にロベルト・エンケの控えとして加入した。しかし膝の怪我に苦しみ、僅か1試合出場に止まった。
2008年5月、10年以上ぶりにオーストラリアに復帰し、Aリーグのパース・グローリーFCに加入した。タンドゥ・ベラフィ、ジェイソン・ペトコヴィッチとのポジション争いになったが、自身のパフォーマンスの悪さでポジションを失った。翌年5月に選手を引退し、クラブは控えゴールキーパーとしてアレクス・ヴルテスキを後任として雇った。

## 代表歴
1995年11月10日に行われたOFCネイションズカップ1996のニュージーランド代表戦で代表初出場。翌年2月10日に行われた日本代表との親善試合が代表2試合目にして最後の出場となった。
その後も代表に招集はされ続け、アトランタオリンピックやFIFAコンフェデレーションズカップ2001にも参加したが、マーク・シュワルツァー、ジェリコ・カラッツ、マーク・ボスニッチといった面々の壁は高く出場する事は出来なかった。

## 指導歴
選手引退と同時にパース・グローリーのゴールキーパーコーチに就任した。
2012年に古巣のメルボルン・ナイツのゴールキーパーコーチに就任した後、アデレード・ユナイテッドFC、ウェスタン・ユナイテッドFCのゴールキーパーコーチを歴任した。